# Бардовский, Николай Фёдорович
Никола́й Фёдорович Бардо́вский (9 (21) декабря 1832 — 27 августа (8 сентября) 1890) — генерал-лейтенант русской императорской армии, участник Туркестанских походов.

## Биография
Родился 9 (21) декабря 1832 года.

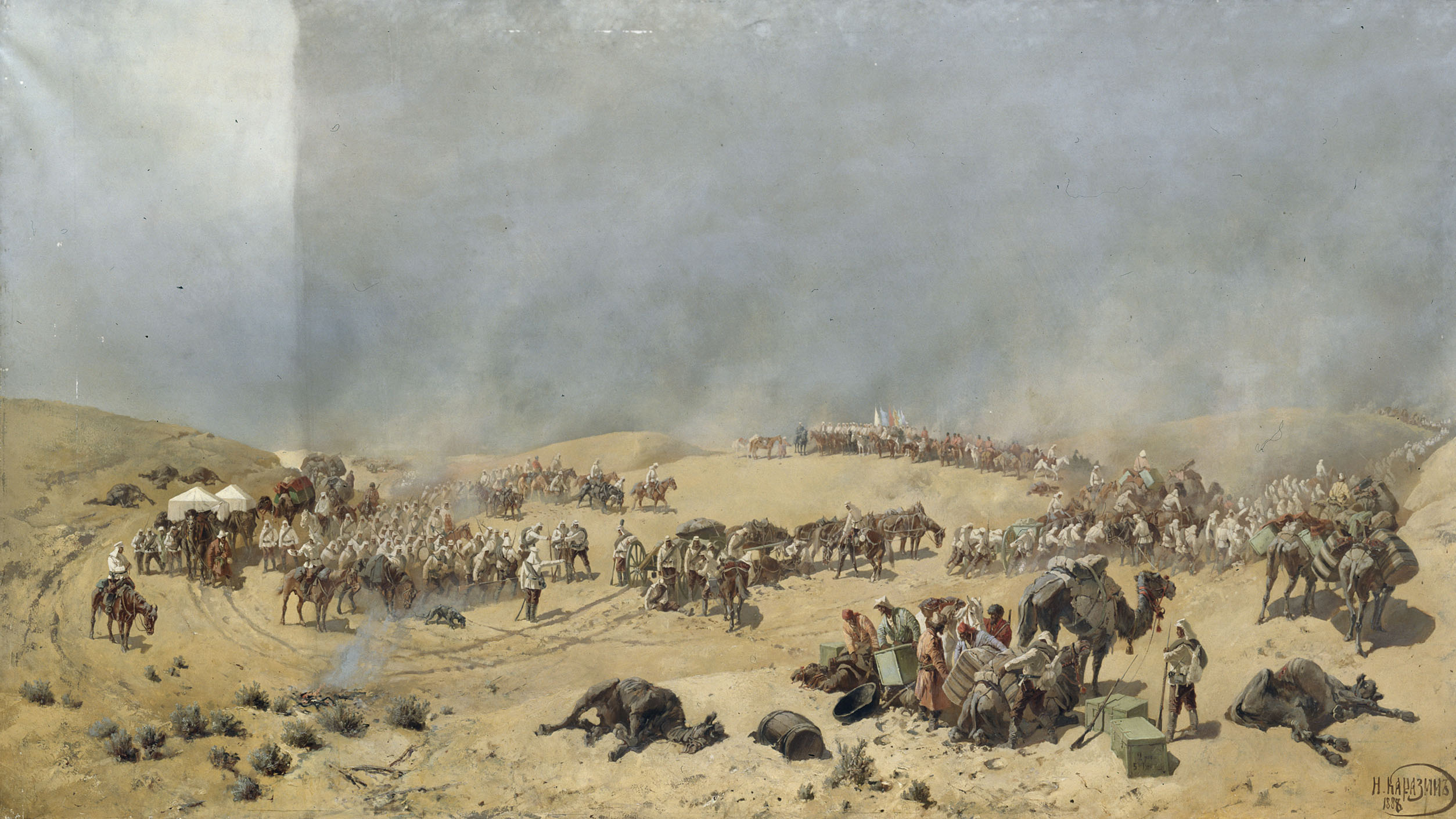
Хивинский поход 1873 г. Через мёртвые пески к Колодцам Адам-Крылган.
Картина работы Н. Н. Каразина. 1888. Государственный Русский музей

В 1845 году окончил Петровский Полтавский кадетский корпус и отправлен в Дворянский полк, по окончании которого был выпущен в Низовский Егерский полк. В Венгерскую войну 1849 года Низовский полк находился при осаде Коморна. 13 августа 1852 года был произведён в прапорщики и направлен на службу в Санкт-Петербургский гренадерский полк, откуда в следующем году был переведён в Лейб-гвардии Московский полк; с 26 апреля 1854 года — подпоручик. В 1856 году, как отличный стрелок, он был переведён во 2-й Царскосельский стрелковый батальон; 6 декабря 1856 года произведён в поручики, 21 марта 1858 — в штабс-капитаны, а 21 апреля 1861 — в капитаны.
Участвуя в кампаниях 1863 и 1864 гг. в Польше, Бардовский за боевые отличия в делах последней кампании был награждён орденом Св. Владимира 4-й степени с мечами и бантом и в том же году 16 декабря 1864 назначен в чине полковника (с 30 августа 1863) командиром 41-го резервного пехотного (кадрового) батальона; 2 октября 1864 года женился на дочери статского советника Вере Алексеевне Покровской.
С 10 февраля 1860 года командовал 66-м пехотным Бутырским полком; 7 января 1871 года был назначен командиром Туркестанской стрелковой бригады и 16 апреля 1872 года произведён в генерал-майоры.

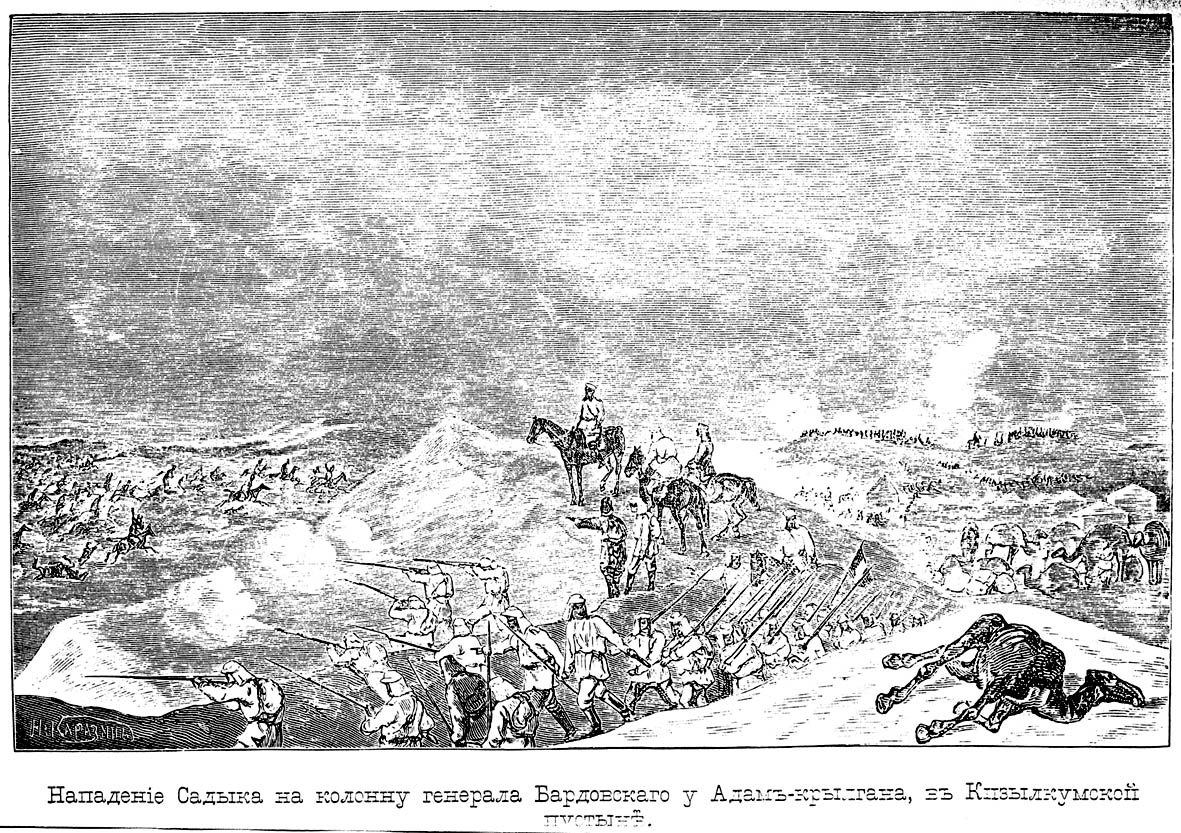
Нападение Садыка на колонну генерала Бардовского у Адам-Крылгана.
Гравюра по рисунку Н. Н. Каразина.

В Хивинском походе следующего года он являлся деятельным участником, возглавлял первый эшелон Туркестанского отряда и за отличие в деле против Садыка Кенисарина 5 и 6 мая 1873 года в урочище Адам-Крылган был награждён орденом Св. Станислава 1-й степени с мечами. При переправе Туркестанского отряда через Амударью у Уч-Учака 11 мая Бардовский руководил действиями арьергарда. За Хивинский поход награждён золотой саблей с надписью «за храбрость» (1874). С 24 июля 1879 года он состоял командующим 7-й пехотной дивизии; в 1881 году был произведён в генерал-лейтенанты и награждён орденом Св. Анны 1-й степени с утверждением в должности; 6 октября 1883 назначен начальником 1-й пехотной дивизии и награждён орденом Св. Владимира 2-й степени, 10 августа 1887 года получил в командование 3-ю гвардейскую дивизию. Как близко знакомый с стрелковой частью в войсках, он неоднократно принимал деятельное участие в комиссиях по разработке этого вопроса, а также и в комитете по устройству и образованию войск.
Скоропостижно скончался 27 августа (8 сентября) 1890 года на манёврах под Луцком.
Дочь Фаина - жена генерал-лейтенанта Станислава Константиновича Абакановича.
Дочь Серафима - жена генерал-майора Георгия Александровича Мансурадзе.